# Брокау (Висконсин)
Брокау (енгл. Brokaw) град је у америчкој савезној држави Висконсин.

## Демографија
По попису из 2010. године број становника је 251, што је 144 (134,6%) становника више него 2000. године.
| Група             | 2000.       | 2010.       |
| Белци             | 104 (97,2%) | 240 (95,6%) |
| Афроамериканци    | 0 (0,0%)    | 0 (0,0%)    |
| Азијати           | 0 (0,0%)    | 4 (1,6%)    |
| Хиспаноамериканци | 2 (1,9%)    | 6 (2,4%)    |
| Укупно            | 107         | 251         |